# Ethylisopropylketon
Ethyl isopropyl keton (systematicky 2-methylpentan-3-on) je alifatický keton. Používá se jako v organické chemii jako reaktant a rozpouštědlo.
Jeho plně fluorovaný analog, perfluor(2-methyl-pentan-3-on), se používá jako hasivo.